# U-370
U-370 — средняя немецкая подводная лодка типа VIIC времён Второй мировой войны.

## История
Заказ на постройку субмарины был отдан 25 августа 1941 года. Лодка была заложена 21 ноября 1942 года на верфи «Фленсбургер Шиффсбау», Фленсбург, под строительным номером 493, спущена на воду 24 сентября 1943 года. Лодка вошла в строй 19 ноября 1943 года под командованием оберлейтенанта Карла Нильсена.

### Командиры
- 19 ноября 1943 года — 5 мая 1945 года оберлейтенант цур зее Карл Нильсен

### Флотилии
- 19 ноября 1943 года — 31 июля 1944 года — 4-я флотилия (учебная)
- 1 августа 1944 года — 15 февраля 1945 года — 8-я флотилия
- 16 февраля 1945 года — 5 мая 1945 года — 4-я флотилия (учебная)

### История службы
Лодка совершила 12 боевых походов, потопила 2 военных корабля суммарным водоизмещением 832 тонн. Затоплена в ходе операции «Регенбоген» в заливе Гельтинг 5 мая 1945 года. Остов был поднят и разделан на металл в 1948 году.

### Происшествия
- 23 сентября 1944 года в Балтийском море волнами был смыт за борт и погиб матрос-ефрейтор Эрвин Штигелер.